# A Reason to Believe
A Reason to Believe è un film drammatico statunitense del 1995, diretto da Douglas Tirola.

## Trama
Charlotte, ragazza popolare di un campus, va ad una festa mentre il fidanzato Wesley non è in città. Quando a malapena si rende conto di essere ubriaca fradicia, lascia la festa. Ma Jim, col quale ha ballato tutta la sera la raggiunge e approfittando dello stato di ebbrezza della ragazza, riesce ad avere un rapporto sessuale con lei. Charlotte si sente in colpa e prova vergogna, e nonostante diventi difficile per lei rivelare l'accaduto si confida coi suoi amici, i quali però non le credono. Nel frattempo, Jim non pensa davvero che quella sera si sia trattato di uno stupro da parte sua, anche se questo mina la sua amicizia con gli altri membri del campus.